# Marsilea cryptocarpa
Marsilea cryptocarpa là một loài dương xỉ trong họ Marsileaceae. Loài này được Albr. & Chinnock mô tả khoa học đầu tiên năm 2008.
Danh pháp khoa học của loài này chưa được làm sáng tỏ. 